# Perry Rose (astronom)
Perry J. Rose,  en amerikansk astronom.
Minor Planet Center listar honom som P. Rose och som upptäckare av 4 asteroider.
Asteroiden 9637 Perryrose är uppkallad efter honom.

## Asteroider upptäckta av Perry Rose
| 1991 TB1                                                        | 10 oktober 1991 |
| 1992 JL [A]                                                     | 1 maj 1992      |
| 1990 QC19                                                       | 17 augusti 1990 |
| 1984 QY1 [B]                                                    | 27 augusti 1984 |
| Upptäckt tillsammans med: A Kenneth Lawrence B Eleanor F. Helin |                 |